# 苏珊·弗朗西亚
苏珊·弗朗西亚（1982年11月8日—）是一名匈牙利裔美國女子賽艇運動員。她曾代表美国参加2008年和2012年夏季奥林匹克运动会赛艇比赛，获得二枚金牌，均来自女子八人单桨有舵手项目。她在賓夕法尼亞州阿賓頓鎮 (賓夕法尼亞州蒙哥馬利縣)長大，曾就讀於阿賓頓高中，後來進入賓夕法尼亞大學學習，2004年畢業，獲得犯罪學和社會學學士和碩士學位。她目前住在紐澤西州普林斯頓，隸屬於美國賽艇訓練中心。
弗朗西亞是諾貝爾獎得主、匈牙利生物化學家和mRNA研究員卡塔林·考里科的女兒。她能說流利的匈牙利語。